# Dankeskirche (Berlin-Wedding)

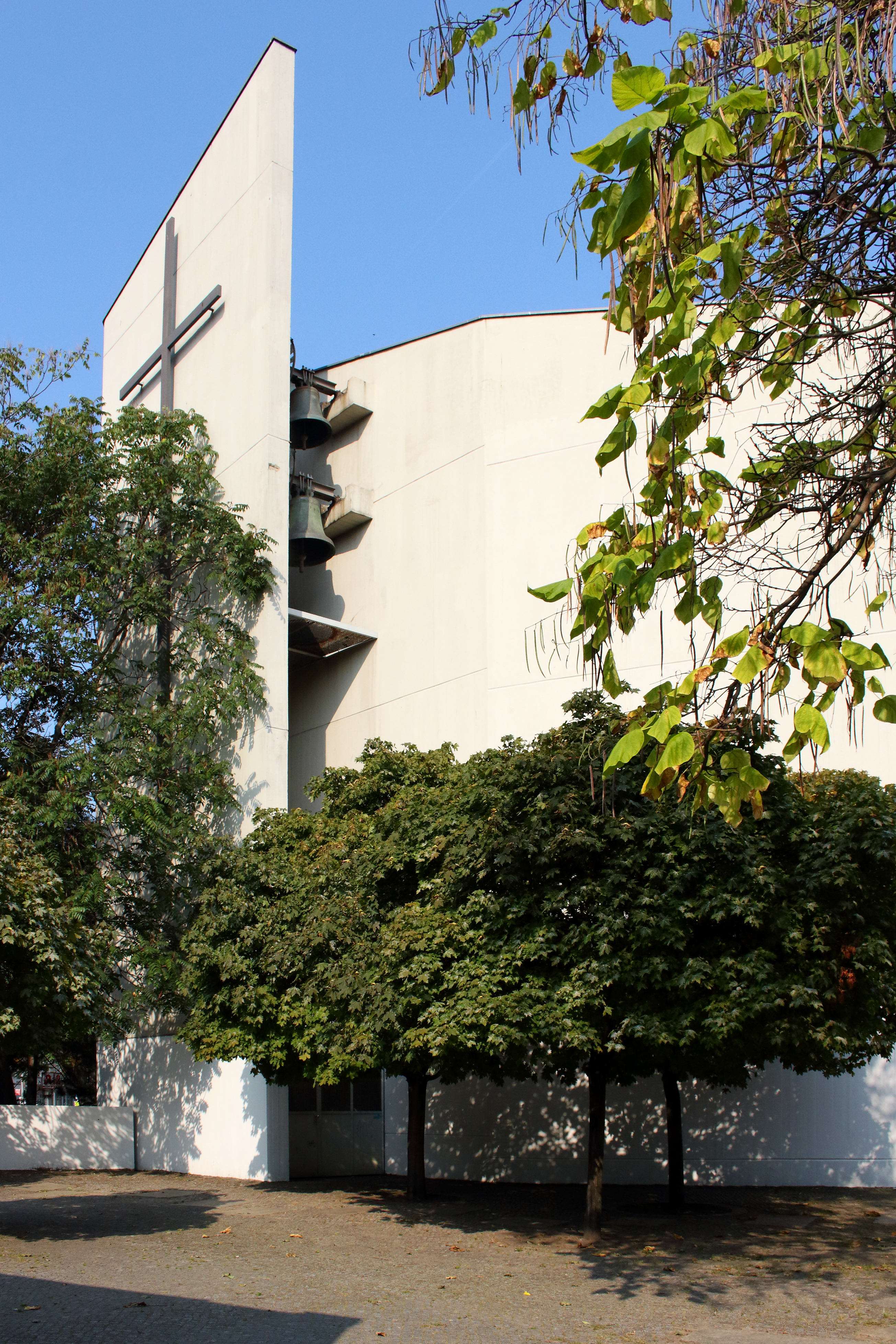
Dankeskirche, Glockenturm mit Eingang

Die Dankeskirche ist eine evangelische Kirche am Weddingplatz im Berliner Ortsteil Wedding des Bezirks Mitte, die von 1970 bis 1972 von Fritz Bornemann erbaut wurde. Das Bauensemble aus Saalkirche und Gemeindezentrum steht unter Denkmalschutz.

## Geschichte
Die Planung einer Votivkirche auf dem Weddingplatz ging auf die 1878 missglückten Attentate auf Kaiser Wilhelm I. zurück. Die erste Dankeskirche mit 1200 Plätzen wurde 1882–1884 als Tochterkirche der Elisabethkirche von August Orth erbaut. Sie überragte mit ihrem hohen, auch im Helm massiv ausgeführten Glockenturm alle umliegenden Wohnhäuser. Die Kirchweihe fand am 3. Januar 1884 statt. Die Dankes-Kirchengemeinde wurde 1884 aus Teilen der Gnaden-, Nazareth- und St.-Pauls-Gemeinden gebildet. Im Zweiten Weltkrieg wurde der monumentale, mit roten Klinkern und Terrakotten verblendete Mauerwerksbau stark beschädigt. 1949 wurde die Ruine abgetragen.

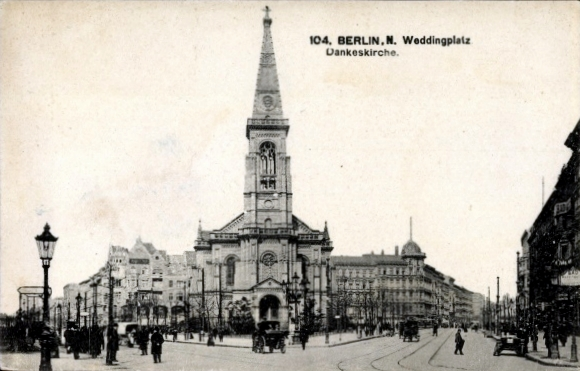
Dankeskirche, um 1900

Die städtischen Behörden ließen einen Wiederaufbau in alten Dimensionen an gleicher Stelle nicht zu. Deshalb wurde die 1950–1951 an der Grenzstraße von Otto Bartning errichtete standardisierte Friedhofskapelle des Dorotheenstädtischen Friedhofs II von der Dankes-Kirchengemeinde als Notkirche mitbenutzt, bis die neue Kirche auf dem Weddingplatz eingeweiht wurde. Die Evangelischen Kirchengemeinden Dankes und Nazareth fusionierten inzwischen.
Ab 2007 wurde das Bauwerk als Jugendkirche genutzt. In den folgenden Jahren wurde die Dankeskirche von der Syrisch-orthodoxen Kirchengemeinde St. Izozoel genutzt, die sie schließlich in Erbpacht erwarb. Am 18. August 2019 wurde die Kirche nach Umbauarbeiten zur Mor-Izozoel-Kirche geweiht.

## Baubeschreibung
Die Anlage besteht aus einer Saalkirche und den Gemeinderäumen. Der Sakralbau auf vieleckigem Grundriss ist ein Stahlbeton-Skelettbau, dessen Außenwände aus Sichtbeton sind. Der Baukörper, zwischen dessen Bauteilen eine verglaste Eingangshalle liegt, ist mit Pultdächern bedeckt. Die Fassade ist gestaffelt durch versetzt angeordnete Wandscheiben. Zwischen ihnen befinden sich senkrechte Fensterbänder, die dem Kirchraum Licht von der Seite gewähren. Im Giebel mit dem aufgesetzten Metallkreuz, der dem Platz zugewandt ist, wurde die Glockenstube integriert.

## Glocken
In der Glockenstube hängt ein Bronzegeläut aus zwei Glocken, die 1970 von Petit & Gebr. Edelbrock hergestellt wurden.
| Schlagton | Gewicht (kg) | Durchmesser (cm) | Höhe (cm) |
| --------- | ------------ | ---------------- | --------- |
| f'        | 980          | 118              | 98        |
| as'       | 550          | 098              | 79        |